# Панфилово (Кемеровская область)
Панфи́лово — село в Ленинск-Кузнецком районе Кемеровской области. Входит в состав Чусовитинского сельского поселения.

## История
Основано в 1859 году крестьянами-переселенцами из Европейской России Панфиловыми, по фамилии которых и было названо. До 1917 года Панфилово входило в состав Мунгатской волости Кузнецкого уезда Томской губернии. Официально называлось Панфилова.
Имелись церковно-приходская школа, церковь.
Во времена СССР — центр Панфиловского сельсовета Ленинск-Кузнецкого района, в состав которого и входило.
Имелись восьмилетняя школа, клуб, библиотека, больница, отделение связи, центральная усадьба колхоза им. Коминтерна, дорожное управление, сельсовет.
В 1958 году был построены объекты радиорелейной линии, одной из первых в области.

## География
Село расположено на реке Северная Уньга в 25 км от районного центра — города Ленинск-Кузнецкий.
Центральная часть населённого пункта находится на высоте 145 м над уровнем моря.

## Инфраструктура
Через Панфилово проходит автомобильная дорога регионального значения 32Р-67 (Новосибирск — Ленинск-Кузнецкий — Кемерово — Юрга). В посёлке расположен контрольный пост ДПС.
Имеются магазины, кафе.

## Религия
В селе расположен храм «Во имя святых мучениц Веры, Надежды, Любови и матери их Софии».

## Население
По данным Всероссийской переписи населения 2010 года, в селе Панфилово проживает 1443 человека (690 мужчин, 753 женщины).
| 1890 | 1911 | 1968 | 2010 |
| ---- | ---- | ---- | ---- |
| 331  | 704  | 1573 | 1443 |

## Известные уроженцы
- Гержидович, Леонид Михайлович (род. 1935) — поэт.